# كبرة

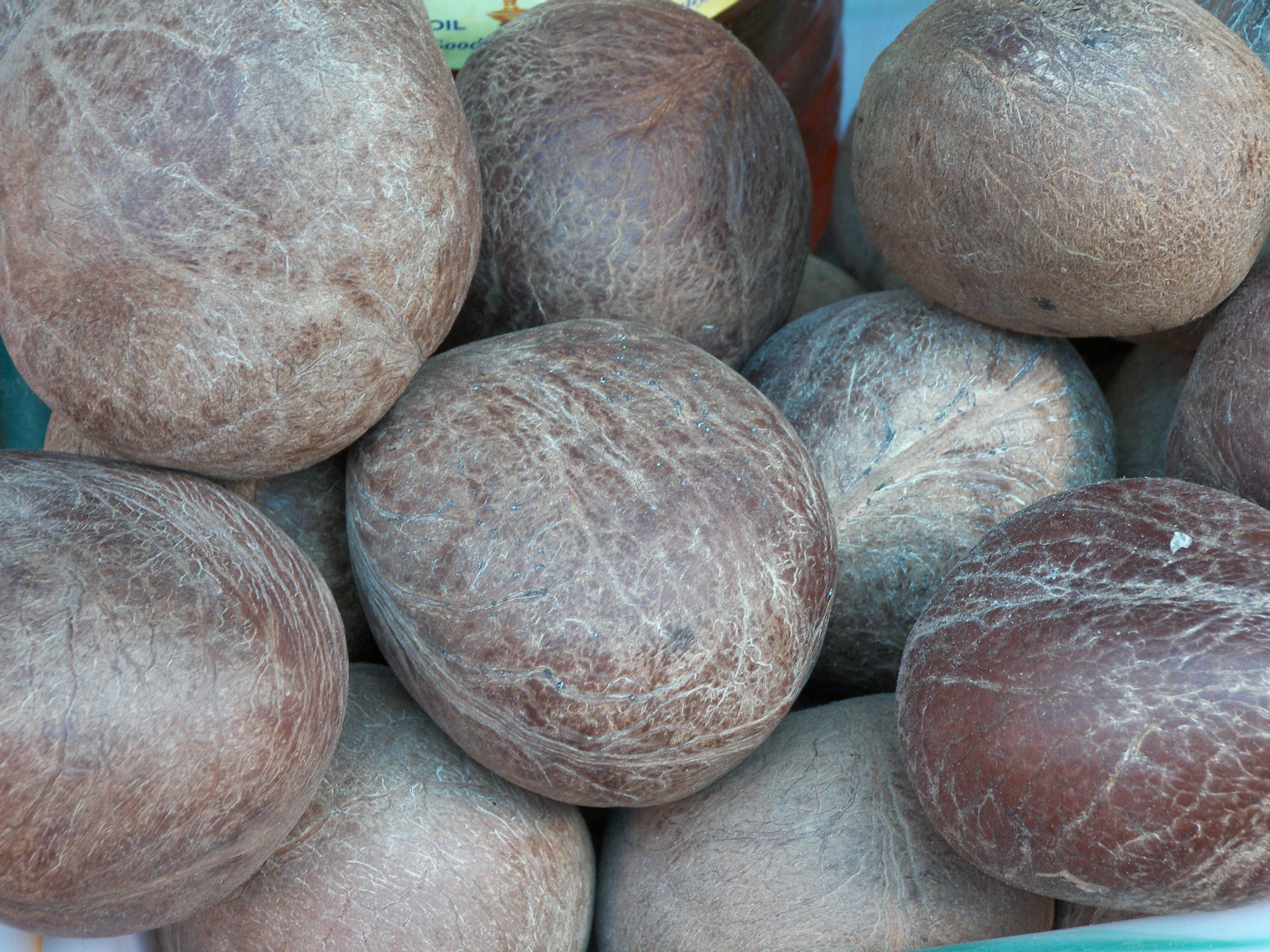
الكُبرة من جوز الهند

الكُبرة هي لباب جوز الهند المجفف لثمرة جوز الهند. يستخرج زيت جوز الهند من الكُبرة ما يجعله سلعة زراعية مهمة للعديد من البلدان المنتجة لجوز الهند. كما أنها تنتج كعكة عصر جوز الهند منزوعة الدهون بعد استخراج الزيت، والتي تستخدم بشكل رئيسي علفاً للماشية.